# Ökologisch-Botanischer Garten

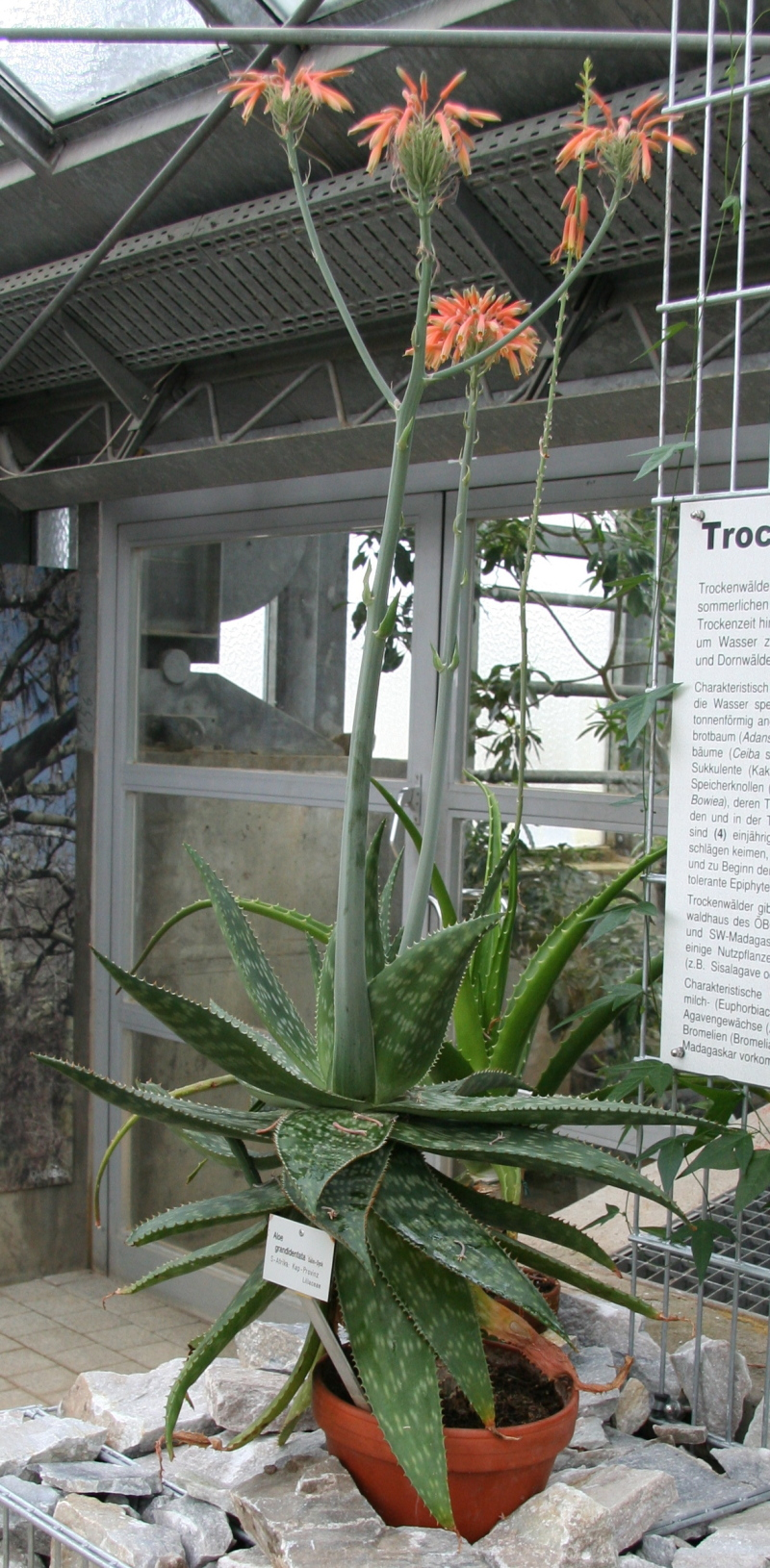
Aloe grandidentata in de botanische tuin

Ökologisch-Botanischer Garten is de naam van de botanische tuin die deel uitmaakt van de Universität Bayreuth in Bayreuth. De aanleg van de tuin is in 1978 begonnen. De tuin is geopend op werkdagen en op zon- en feestdagen wanneer ook de broeikassen worden opengesteld. De toegang tot de tuin is gratis.
De tuin is 16 hectare groot en is in vier afdelingen verdeeld:
- Een vegetatiekundige afdeling met planten die groeien in nagebootste ecosystemen. Er zijn platen te zien uit de gematigde streken uit Aziatische wouden (uit bijvoorbeeld China, Japan en Pakistan. Ook zijn er naaldbomen uit voornamelijk het westen van Noord-Amerika en loofbomen als eiken, esdoorns, berken, toverhazelaars en krentenboompjes uit voornamelijk het oosten van Noord-Amerika te zien. Ook zijn de prairie uit het midden van Noord-Amerika, de heide uit Europa en de Centraal-Aziatische, Oekraïense en Pannonische steppes nagebootst. Ook is een deel van de tuin ingedeeld met alpiene flora uit de Himalaya en de Kaukasus. Andere biotopen zijn vochtige biotopen, braakland, heggen en een opslagplaats met dood hout.

- Een nutsplantentuin van een hectare met een oude boomgaard, perken met kleinfruit en de kern van de afdeling van 0,5 hectare met overige nutsplanten. Daar groeien op perken oude en moderne graansoorten als gierst en maïs; planten die plantaardige olie leveren; vezelplanten; verfplanten; groenten als tomaten, pompoen en komkommers; medicinale planten en gifplanten. De planten worden op een ecologische manier geteeld waarbij er vruchtwisseling wordt toegepast en er geen gebruik wordt gemaakt van pesticides en kunstmest.

- Broeikassen met verschillende tropische en subtropische plantensoorten waaronder bomen, lianen en epifyten. Enkele tropische soorten die er te zien zijn, zijn banaan, cacaoboom en Victoria amazonica die in het tropische waterbekken te zien is. Ook zijn er planten van de Canarische Eilanden te zien. Andere planten zijn die uit tropisch hooggebergte uit Afrika (Kilimanjaro, Mount Kenya, West-Ethiopië) zoals Lobelia rhynchopetalum. Bomen en struiken uit subtropische klimaten worden in de zomer buiten gezet en overwinteren in de koude kas. Hieronder zijn Citrus uit het Middellandse Zeegebied, Callistemon en Eucalyptus uit Australië en palmen uit Azië en Australië. In de succulentenkas worden cactussen en planten uit de plantenfamilies Euphorbiaceae en Apocynaceae gehouden. Wollemia nobilis is een zeldzame plant die ook in de kas te bewonderen is.

- Ecologisch proefstation met onder andere een lysimeter en een grondwaterbekken. Ook zijn hier proefvelden voor de studies biologie en aardwetenschappen van de Universität Bayreuth.